# Мала Кандарать
Мала Кандарать (рос. Малая Кандарать) — село в Карсунському районі Ульяновської області Російської Федерації.
Населення становить 150 осіб. Входить до складу муніципального утворення Вальдиватське сільське поселення.

## Історія
Від 2004 року входить до складу муніципального утворення Вальдиватське сільське поселення.

## Населення
| 1996 | 2010 |
| ---- | ---- |
| 252  | ↘150 |